# ارمنستان در مسابقه آواز یوروویژن ۲۰۱۱
ارمنستان در مسابقه آواز یوروویژن ۲۰۱۱ (انگلیسی: Armenia in the Eurovision Song Contest 2011) که در دوسلدورف، آلمان برگزار شد، با ترانه « بوم بوم» شرکت کرد. این ترانه توسط هایک هوهانیسیان، هایک هاروتیونیان و سوسی خانیکیان نوشته شده بود و توسط امی اجرا شد.
انتخاب امی به‌عنوان نماینده ارمنستان در یوروویژن ۲۰۱۱ به‌طور داخلی توسط تلویزیون عمومی ارمنستان (AMPTV) انجام شد. این انتخاب در تاریخ ۱۱ دسامبر ۲۰۱۰ اعلام شد. همچنین، ترانه «بوم بوم» از طریق یک فینال ملی که در تاریخ ۵ مارس ۲۰۱۱ برگزار شد، انتخاب گردید. در این فینال ملی، چهار ترانه به رقابت پرداختند و «بوم بوم» به‌عنوان برنده انتخاب شد، که بر اساس ترکیب آراء هیئت داوران حرفه‌ای و رای عمومی انجام شد.
«بوم بوم» یک ترانه پاپ با ریتم شاد و پرانرژی بود که به‌ویژه برای جلب توجه در یوروویژن طراحی شده بود. این ترانه با کلمات ساده و ملودی جذاب توانست مخاطبان بسیاری را جذب کند. پیامی از شادابی، انرژی و عشق در ترانه نهفته بود.
هرچند «بوم بوم» نتواست در فینال به مقام بالایی دست یابد، اما برای امی به‌عنوان یک هنرمند ارمنی، این حضور در یوروویژن فرصتی بود تا در سطح بین‌المللی شناخته شود. این ترانه همچنان یکی از آثار محبوب ارمنستان در تاریخ یوروویژن به‌شمار می‌رود.
ارمنستان در نیمه‌نهایی اول مسابقه یوروویژن ۲۰۱۱ که در تاریخ ۱۰ مه ۲۰۱۱ برگزار شد، با ترانه «بوم بوم» به رقابت پرداخت. این ترانه در جایگاه ۴ قرار داشت و در نهایت نتواست در میان ۱۰ ترانه برتر نیمه‌نهایی قرار گیرد و بنابراین به فینال راه نیافت. این اولین بار بود که ارمنستان از زمان حضور خود در یوروویژن از سال ۲۰۰۶ در یک‌نیمه‌نهایی نتواست به فینال صعود کند.
پس از پایان نیمه‌نهایی، اعلام شد که «بوم بوم» در جایگاه دوازدهم از میان ۱۹ کشور شرکت‌کننده قرار گرفت و ۵۴ امتیاز کسب کرد. این عدم صعود به فینال برای ارمنستان، که پیش از این همیشه به فینال راه یافته بود، یک شکست بزرگ محسوب می‌شد.

## تاریخچه
قبل از مسابقه ۲۰۱۱، ارمنستان پنج بار از زمان اولین حضورش در مسابقه آواز یوروویژن ۲۰۰۶ در مسابقه آواز یوروویژن شرکت کرده بود. بالاترین رتبه آن‌ها در این مسابقه تا این مرحله رتبه چهارم بوده است که این کشور در دو نوبت در سال ۲۰۰۸ با آهنگ "کله کله" با اجرای سیروشو و در سال ۲۰۱۴ با آهنگ "تنها نیستی " با اجرای آرام ام‌پی۳ به آن دست یافت. این کشور در سال ۲۰۱۲ به دلیل تنش‌های طولانی مدت با کشور میزبان آن زمان جمهوری آذربایجان برای مدت کوتاهی از مسابقه کنار رفت. در سال ۲۰۱۶، " موج عشق " با اجرای ایوتا موکوچیان در رده هفتم فینال قرار گرفت.
پخش کننده ملی ارمنستان، تلویزیون عمومی ارمنستان شبکه ارمنستان ۱ (AMPTV)، این رویداد را در ارمنستان پخش می‌کند و فرایند انتخاب برای ورود این کشور را سازماندهی می‌کند. ارمنستان ۱ قصد خود را برای شرکت در مسابقه آواز یوروویژن ۲۰۱۱ در ۱۹ ژوئن ۲۰۱۰ تأیید کرد. ارمنستان در گذشته از روش‌های مختلفی برای انتخاب شرکت کننده ارمنستان مانند یک فینال زنده تلویزیونی ملی برای انتخاب مجری، آهنگ یا هر دو برای رقابت در یوروویژن استفاده کرده است. با این حال انتخاب‌های داخلی نیز در مواردی برگزار شده است. پخش کننده یک فینال ملی برای انتخاب آثار ارمنستان در سال ۲۰۰۹ و ۲۰۱۰ ترتیب داد. پخش کننده تصمیم گرفت که هنرمند را برای مسابقه ۲۰۱۱ انتخاب کند و یک فینال ملی برای انتخاب آهنگ برگزار شد.

## قبل از یوروویژن
نماینده ارمنستان در مسابقه آواز یوروویژن ۲۰۱۱ توسط شورای هنری شبکه تلویزیونی AMPTV به صورت داخلی انتخاب شد. در یک کنفرانس خبری که در تاریخ ۱۱ دسامبر ۲۰۱۰ برگزار شد، امی به عنوان نماینده ارمنستان معرفی شد. اِمی پیش‌تر در سال ۲۰۰۷ با آهنگ «You've Done It» و در سال ۲۰۱۰ همراه با میهران با آهنگ «Hey (Let Me Hear You Say)» تلاش کرده بود که ارمنستان را در مسابقه یوروویژن نمایندگی کند، اما آهنگ دوم در جایگاه دوم قرار گرفت. در جریان این کنفرانس خبری، این شبکه اعلام کرد که یک فینال ملی برای انتخاب آهنگ او برگزار خواهد شد.